# Szaori
Saori (佐織町; -chou) város volt Japánban, az Aicsi prefektúra Ama körzetében. 2005. április 1-jén, a város összeolvadt az Ama körzet Szaja városával valamint a Tacuta és Hacsikai falvakkal. Az új város neve: Aiszai.
2003-ban, a város népessége 23 345 fő volt népsűrűsége 2099,37 fő per km². Teljes területe 11,12 km² volt.